# Tekenencefalitis
Tekenencefalitis, naar het Duits ook Frühsommer-Meningoenzephalitis (FSME) en naar het Engels TBE (tick-borne encephalitis) is een virusinfectie die door teken wordt overgebracht. Het virus wordt meteen na de beet van de teek overgebracht.
Het ziekteproces verloopt in twee stadia. In het eerste stadium hebben patiënten last van griepachtige verschijnselen, zoals koorts, hoofdpijn en misselijkheid. Bij een derde van de besmettingen kan de ziekte overgaan in het tweede stadium, waarbij encefalitis (hersenontsteking) en meningitis (hersenvliesontsteking) kunnen ontstaan. De helft van deze patiënten houdt blijvende restverschijnselen over, enkelen kunnen overlijden.
Tegen FSME kan worden ingeënt met immunoglobulinen. Behandeling als de ziekte eenmaal optreedt, is niet mogelijk.
Deze ziekte is ook bekend onder de namen: tick-borne encephalitis (TBE), Russian spring-summer encephalitis (RSSE), Centraal-Europese encefalitis (CEE). Vaak worden CEE en RSSE gezien als verschillende varianten van de ziekte. De gevolgen van RSSE zijn meestal veel minder ernstig.
Het flavivirus dat FSME veroorzaakt komt van nature voor bij (kleine) zoogdieren. Teken dragen het virus over op andere dieren en in sommige gevallen de mens.
Ook landbouwhuisdieren kunnen besmet raken. Via de melk vormen zij een secundaire bron van besmetting voor de mens. Het eten en drinken van rauwe zuivelproducten vormt dus een risico voor besmetting.

## Verspreiding in België in 2018
In de zomer van 2018 werd in België voor het eerst een besmetting met tekenencefalitis vastgesteld bij een jonge vrouw uit Gent en een tuinbouwer uit Limburg. Het Instituut voor Tropische Geneeskunde (ITG) in Antwerpen vermoedde dat deze twee personen de eersten waren die in België de besmetting hebben opgelopen, ondanks dat ze beiden ook in het buitenland hadden gereisd. Om te proberen hard bewijs te vinden dat het virus ook bij teken in België aanwezig is, verzamelde het ITG teken op plaatsen waar deze personen besmet zouden kunnen zijn. Het ITG zou dat vanaf dan telkens doen als er twijfel zou zijn rond de plaats van een besmetting.